# Họ Hải ly
Họ Hải ly (danh pháp khoa học: Castoridae) chứa hai loài còn sinh tồn với tên gọi chung là hải ly cùng các họ hàng đã hóa thạch khác của chúng. Họ này trong quá khứ đã từng là nhóm có độ đa dạng cao trong bộ Gặm nhấm, nhưng hiện tại chỉ còn một chi là chi Castor.

## Đặc trưng
Động vật dạng hải ly là các động vật có vú với kích thước trung bình, mặc dù là lớn khi so sánh với phần lớn các động vật gặm nhấm khác. Chúng là động vật bán thủy sinh, với thân hình bóng mượt và các chân sau có màng như chân vịt, và trong môi trường nước thì chúng nhanh nhẹn hơn so với khi ở trên cạn. Đuôi của chúng dẹt và có vảy, một cơ chế thích nghi giúp chúng vận động uyển chuyển trong nước.

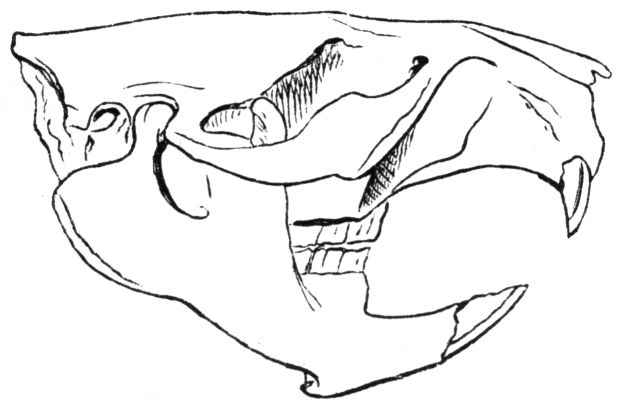
Hộp sọ hải ly.

Động vật dạng hải ly sinh sống thành các nhóm gia đình nhỏ. Các nhóm này chiếm một vùng lãnh thổ cụ thể cận kề các đập ngăn nước bằng củi gỗ và bùn đất. Chúng là các động vật ăn cỏ, chủ yếu ăn lá cây và cỏ trong mùa hè, và các thực vật thân gỗ như liễu trong mùa đông. Chúng có các răng cửa rất khỏe và công thức bộ răng điển hình của động vật gặm nhấm: 
| 1.0.1-2.3 |
| 1.0.1.3   |

## Tiến hóa
Các động vật dạng hải ly sớm nhất thuộc về chi Agnotocastor, với các hóa thạch có từ cuối thế Eocen và Oligocen ở Bắc Mỹ và châu Á . Các dạng hải ly sớm khác còn có các chi như Steneofiber, với các hóa thạch có từ các thế Oligocen và Miocen ở châu Âu, thành viên sớm nhất của phân họ Castorinae, là phân họ chứa các động vật dạng hải ly có quan hệ họ hàng gần gũi nhất với các loài hải ly còn sinh tồn . Các răng của chúng chưa phù hợp tốt với việc gặm nhấm gỗ, cho thấy thói quen này đã tiến hóa ở thời điểm muộn hơn, nhưng chúng dường như đã thích nghi với cuộc sống bán thủy sinh. Muộn hơn thì các loài ban đầu này đã tiến hóa thành các dạng như Palaeocastor trong thế Miocen ở Nebraska. Palaeocastor có kích thước cỡ như chuột xạ và đào các hang hốc hình xoắn ốc sâu tới 2,5 m (8 ft).
Các dạng to lớn hơn đã tiến hóa trong thế Pleistocen, bao gồm Trogontherium ở châu Âu, Castoroides ở Bắc Mỹ. Nhóm động vật thứ hai này to lớn như gấu đen, nhưng bộ não của chúng chỉ lớn hơn một chút so với hải ly ngày nay. Hình dáng của chúng cho thấy chúng là những động vật bơi lội giỏi, và có lẽ chúng đã sinh sống trong các môi trường đầm lầy .

## Phân loại
McKenna và Bell (1997) phân chia họ Castoridae thành hai phân họ là Castoroidinae và Castorinae. Các nghiên cứu gần đây  đã công nhận thêm 2 phân họ bổ sung nữa, chứa các loài động vật dạng hải ly cơ sở, là Agnotocastorinae và Palaeocastorinae. Điều này được ghi nhận và tuân thủ trong Wikipedia. Trong phạm vi họ Hải ly thì các phân họ Castorinae và Castoroidinae là các đơn vị phân loại có quan hệ chị-em ; chúng chia sẻ cùng một tổ tiên chung gần đây nhất hơn là so với các thành viên của hai phân họ kia. Cả hai phân họ này đều bao gồm các loài bán thủy sinh có khả năng xây dựng đập ngăn nước. Phân họ Palaeocastorinae bao gồm các dạng hải ly thích đào bới, như Nothodipoidini và Migmacastor . Phân loại dưới đây dựa theo Korth  và Rybczynski, với sự thiên về phân loại của Rybczynski khi hai phân loại có khác biệt.
- Họ Castoridae
  - Migmacastor †
  - Phân họ Agnotocastorinae † (cận ngành)
    - Tông Agnotocastorini †
      - Agnotocastor †
      - Neatocastor †

    - Tông Anchitheriomyini †
      - Anchitheriomys †
      - Propalaeocastor †
      - Oligotheriomys †

  - Phân họ Palaeocastorinae †
    - Capacikala †
    - Palaeocastor †
    - Pseudopalaeocastor †
    - Tông Euhapsini †
      - Euhapsis †
      - Fossorcastor †

  - Phân họ Castoroidinae †
    - Priusaulax † (còn nghi vấn)
    - Tông Castoroidini (cận ngành)
      - Castoroides †
      - Dipoides †
      - Monosaulax †
      - Procastoroides †
      - Prodipoides †

    - Tông Nothodipoidini †
      - Eucastor †
      - Microdipoides †
      - Nothodipoides †

    - Tông Trogontheriini †
      - Asiacastor †
      - Boreofiber †
      - Euronexomys †
      - Trogontherium †
      - Youngofiber †

  - Phân họ Castorinae
    - Castor – Hải ly ngày nay
    - Hystricops †
    - Palaeomys † (hay Chalicomys †)
    - Romanofiber †
    - Schreuderia †
    - Sinocastor †
    - Steneofiber †
    - Zamolxifiber †

## Hình ảnh

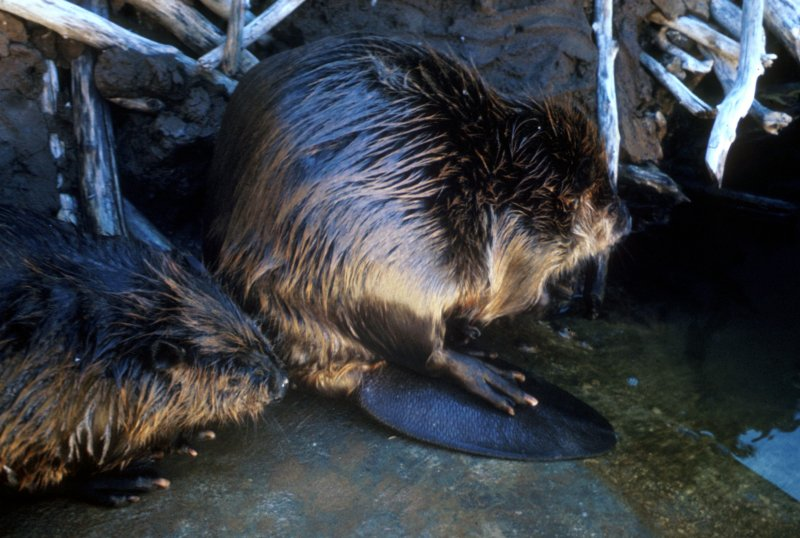
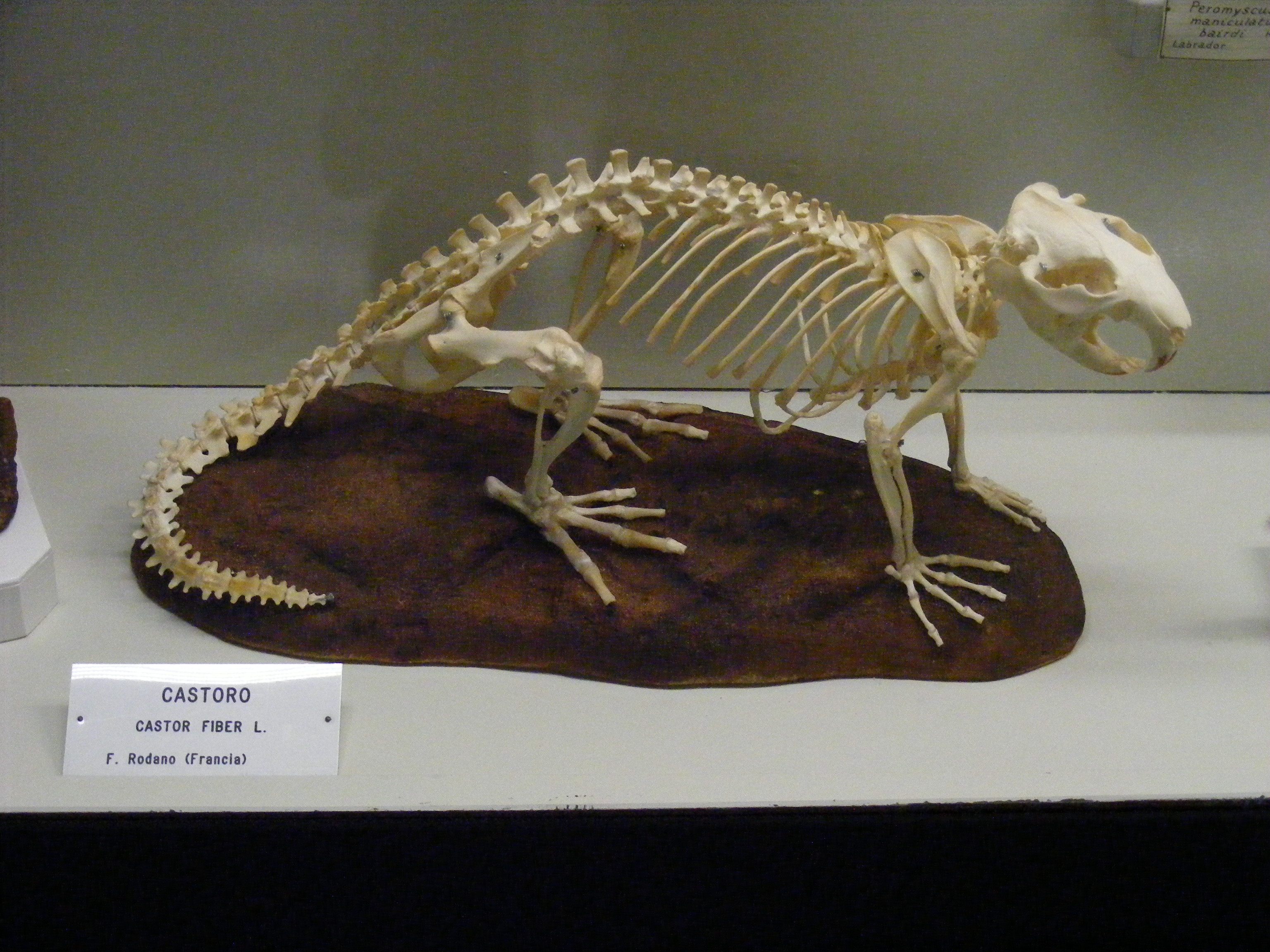
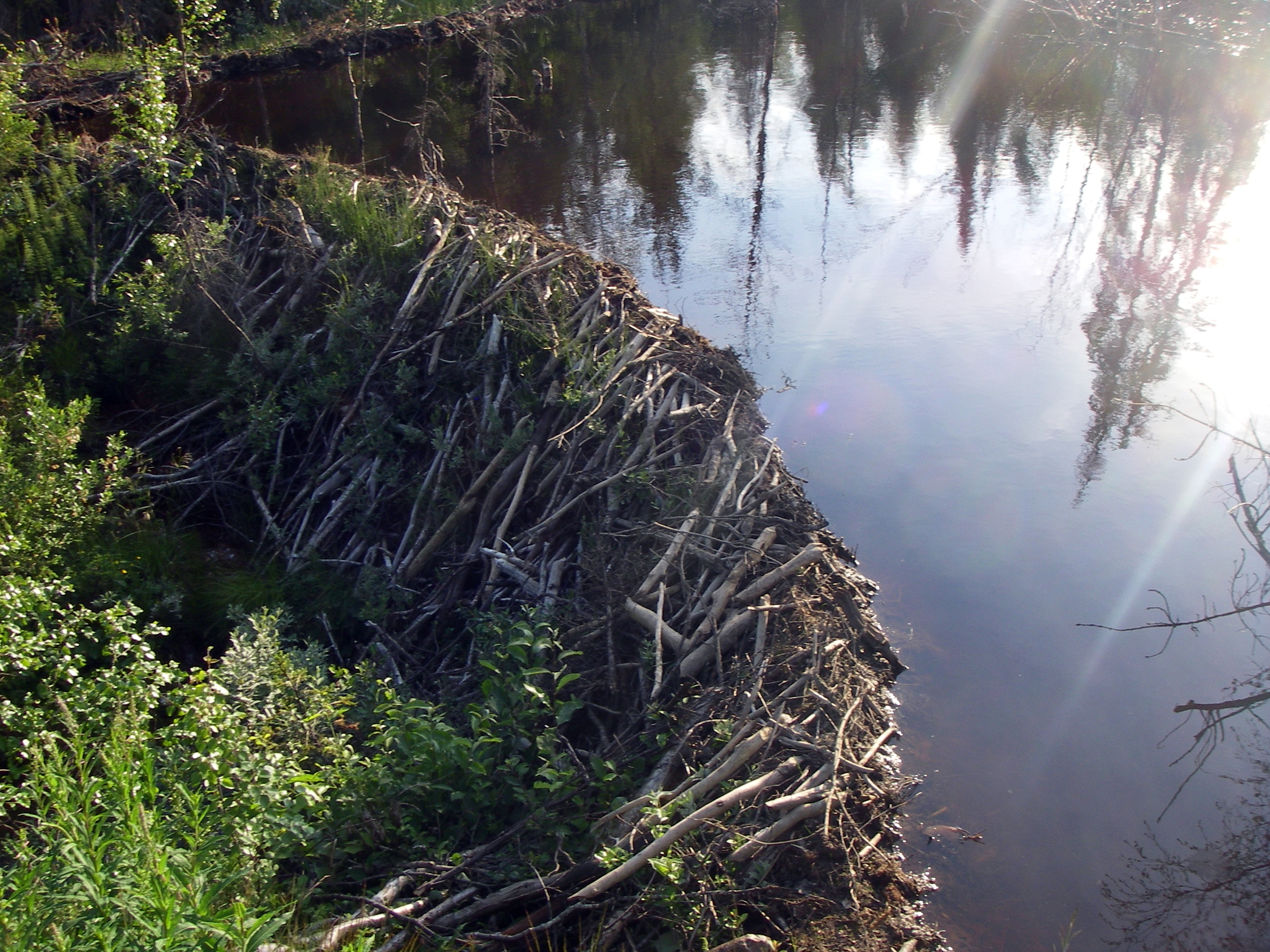